# 2015年
2015年（2015 ねん）は、西暦（グレゴリオ暦）による、木曜日から始まる平年。平成27年。
この項目では、国際的な視点に基づいた2015年について記載する。

## 他の紀年法
- 干支：乙未（きのと ひつじ）
- 日本（月日は一致）
  - 平成27年
  - 皇紀2675年
- 大韓民国（月日は一致）
  - 檀紀4348年
- 中華民国（月日は一致）
  - 中華民国104年
- 朝鮮民主主義人民共和国（月日は一致）
  - 主体104年
- 仏滅紀元：2557年10月12日 - 2558年9月6日
- イスラム暦：1436年3月10日 - 1437年3月19日
- ユダヤ暦：5775年4月10日 - 5776年4月19日
- Unix Time：1420070400 - 1451606399
- 修正ユリウス日(MJD)：57023 - 57387
- リリウス日(LD)：157864 - 158228

## カレンダー
| 1月 |    |    |    |    |    |    |
| 日  | 月 | 火 | 水 | 木 | 金 | 土 |
|     |    |    |    | 1  | 2  | 3  |
| 4   | 5  | 6  | 7  | 8  | 9  | 10 |
| 11  | 12 | 13 | 14 | 15 | 16 | 17 |
| 18  | 19 | 20 | 21 | 22 | 23 | 24 |
| 25  | 26 | 27 | 28 | 29 | 30 | 31 |
|     |    |    |    |    |    |    |

| 2月 |    |    |    |    |    |    |
| 日  | 月 | 火 | 水 | 木 | 金 | 土 |
| 1   | 2  | 3  | 4  | 5  | 6  | 7  |
| 8   | 9  | 10 | 11 | 12 | 13 | 14 |
| 15  | 16 | 17 | 18 | 19 | 20 | 21 |
| 22  | 23 | 24 | 25 | 26 | 27 | 28 |
|     |    |    |    |    |    |    |

| 3月 |    |    |    |    |    |    |
| 日  | 月 | 火 | 水 | 木 | 金 | 土 |
| 1   | 2  | 3  | 4  | 5  | 6  | 7  |
| 8   | 9  | 10 | 11 | 12 | 13 | 14 |
| 15  | 16 | 17 | 18 | 19 | 20 | 21 |
| 22  | 23 | 24 | 25 | 26 | 27 | 28 |
| 29  | 30 | 31 |    |    |    |    |
|     |    |    |    |    |    |    |

| 4月 |    |    |    |    |    |    |
| 日  | 月 | 火 | 水 | 木 | 金 | 土 |
|     |    |    | 1  | 2  | 3  | 4  |
| 5   | 6  | 7  | 8  | 9  | 10 | 11 |
| 12  | 13 | 14 | 15 | 16 | 17 | 18 |
| 19  | 20 | 21 | 22 | 23 | 24 | 25 |
| 26  | 27 | 28 | 29 | 30 |    |    |
|     |    |    |    |    |    |    |

| 5月 |    |    |    |    |    |    |
| 日  | 月 | 火 | 水 | 木 | 金 | 土 |
|     |    |    |    |    | 1  | 2  |
| 3   | 4  | 5  | 6  | 7  | 8  | 9  |
| 10  | 11 | 12 | 13 | 14 | 15 | 16 |
| 17  | 18 | 19 | 20 | 21 | 22 | 23 |
| 24  | 25 | 26 | 27 | 28 | 29 | 30 |
| 31  |    |    |    |    |    |    |
|     |    |    |    |    |    |    |

| 6月 |    |    |    |    |    |    |
| 日  | 月 | 火 | 水 | 木 | 金 | 土 |
|     | 1  | 2  | 3  | 4  | 5  | 6  |
| 7   | 8  | 9  | 10 | 11 | 12 | 13 |
| 14  | 15 | 16 | 17 | 18 | 19 | 20 |
| 21  | 22 | 23 | 24 | 25 | 26 | 27 |
| 28  | 29 | 30 |    |    |    |    |
|     |    |    |    |    |    |    |

| 7月 |    |    |    |    |    |    |
| 日  | 月 | 火 | 水 | 木 | 金 | 土 |
|     |    |    | 1  | 2  | 3  | 4  |
| 5   | 6  | 7  | 8  | 9  | 10 | 11 |
| 12  | 13 | 14 | 15 | 16 | 17 | 18 |
| 19  | 20 | 21 | 22 | 23 | 24 | 25 |
| 26  | 27 | 28 | 29 | 30 | 31 |    |
|     |    |    |    |    |    |    |

| 8月 |    |    |    |    |    |    |
| 日  | 月 | 火 | 水 | 木 | 金 | 土 |
|     |    |    |    |    |    | 1  |
| 2   | 3  | 4  | 5  | 6  | 7  | 8  |
| 9   | 10 | 11 | 12 | 13 | 14 | 15 |
| 16  | 17 | 18 | 19 | 20 | 21 | 22 |
| 23  | 24 | 25 | 26 | 27 | 28 | 29 |
| 30  | 31 |    |    |    |    |    |
|     |    |    |    |    |    |    |

| 9月 |    |    |    |    |    |    |
| 日  | 月 | 火 | 水 | 木 | 金 | 土 |
|     |    | 1  | 2  | 3  | 4  | 5  |
| 6   | 7  | 8  | 9  | 10 | 11 | 12 |
| 13  | 14 | 15 | 16 | 17 | 18 | 19 |
| 20  | 21 | 22 | 23 | 24 | 25 | 26 |
| 27  | 28 | 29 | 30 |    |    |    |
|     |    |    |    |    |    |    |

| 10月 |    |    |    |    |    |    |
| 日   | 月 | 火 | 水 | 木 | 金 | 土 |
|      |    |    |    | 1  | 2  | 3  |
| 4    | 5  | 6  | 7  | 8  | 9  | 10 |
| 11   | 12 | 13 | 14 | 15 | 16 | 17 |
| 18   | 19 | 20 | 21 | 22 | 23 | 24 |
| 25   | 26 | 27 | 28 | 29 | 30 | 31 |
|      |    |    |    |    |    |    |

| 11月 |    |    |    |    |    |    |
| 日   | 月 | 火 | 水 | 木 | 金 | 土 |
| 1    | 2  | 3  | 4  | 5  | 6  | 7  |
| 8    | 9  | 10 | 11 | 12 | 13 | 14 |
| 15   | 16 | 17 | 18 | 19 | 20 | 21 |
| 22   | 23 | 24 | 25 | 26 | 27 | 28 |
| 29   | 30 |    |    |    |    |    |
|      |    |    |    |    |    |    |

| 12月 |    |    |    |    |    |    |
| 日   | 月 | 火 | 水 | 木 | 金 | 土 |
|      |    | 1  | 2  | 3  | 4  | 5  |
| 6    | 7  | 8  | 9  | 10 | 11 | 12 |
| 13   | 14 | 15 | 16 | 17 | 18 | 19 |
| 20   | 21 | 22 | 23 | 24 | 25 | 26 |
| 27   | 28 | 29 | 30 | 31 |    |    |
|      |    |    |    |    |    |    |

## できごと

### 主な出来事
ニュースが世界を駆け巡った出来事
- イスラーム過激派組織ISILが世界各地でのテロリズム事件を起こした[1]。→ISIL
- 中東の難民がヨーロッパに殺到した[1]。→2015年欧州難民危機
- COP21（第21回気候変動枠組条約締約国会議）でパリ協定が採択された[1]。→パリ協定

パリ協定は2020年以降の地球温暖化対策の国際枠組みである。
- 中華人民共和国の経済に大きなブレーキがかかった[1]。

東方之星沈没事故や2015年天津浜海新区倉庫爆発事故など大規模な事故が度重なり、新常態と定義された低成長期から大幅な株価下落に陥るなど、不安定な一年となった。
- ギリシアで金融危機が発生した[1]。

何年も前からギリシアの経済は行き詰まっていたが、2015年にとうとう抜き差しならない状態に陥った。
en:Greek_government-debt_crisisも参照
- アメリカ軍が南シナ海で「航行の自由作戦」を実施[1]。

国際法に反する過剰な海洋権益を周辺国が主張する海域に、アメリカが艦船や航空機を意図的に送り込み、異議を唱えるもの。
en:Freedom_of_navigation#FONOPs in the South China Seaを参照
- 人民元がSDRに入った[1]。
- フォルクスワーゲンの排出ガス規制不正を行っていたことが発覚した[1]。

en:Volkswagen emissions scandal（フォルクスワーゲン排ガス・スキャンダル）を参照。
なお、日本国内でも2015年は、日本マクドナルドの異物混入問題、東芝の不適切会計、旭化成建材らによるマンションくい打ち工事のデータ改ざんなど、年間を通して多くの企業の不正行為発覚などの不祥事が相次いだ。"企業統治元年"ともされていたので、なおさら企業統治の問題点が浮き彫りになった。また東京五輪オリンピックエンブレムの盗作騒動に端を発した撤回や、国立競技場の白紙撤回など、行政側、行政寄りの組織でも失態と動揺が続き、日本式の意思決定プロセスの不備も大いに論じられた年となった。
- イランの核協議が最終合意に至る[1]。
- アメリカ合衆国とキューバの国交が回復した[1]。
- アメリカで9年半ぶりにFRBの利上げが行われた[1]。
- 大韓民国でMERSコロナウイルスが感染拡大・流行が起き、東南アジア地域でデング熱が流行した。
- 世界各地で極端なエルニーニョ現象などによる異常気象が起き、2015年は世界の平均気温が過去最高を記録する年となった[3]。
- インドネシアのスマトラ島などの焼畑農業や森林火災により発生した大量の煙や温室効果ガスによるヘイズが西側の隣国マレーシアを襲い問題となった。

各国の主な出来事
Category:2015年の各国を参照

### 1月
- 1月1日
  - リトアニアが欧州単一通貨ユーロを導入。旧ソビエト連邦諸国ではラトビアに次いで3か国目[4]。
  - ユーラシア経済連合発足。
- 1月2日 - ハルビン市道外区1月2日火災事故[5]。
- 1月3日〜1月7日 - イスラーム過激派のボコ・ハラムがバガ（英語版）とその周辺の村々を襲撃し、2,000人以上の人々を殺害する（2015年バガの虐殺（英語版））[6][7][8][9]。
- 1月7日 - フランス・パリの政治週刊紙「シャルリー・エブド」本社がイスラム過激派の男2人により銃撃され、12人死亡、4人重傷[10]。同9日、パリ郊外ダマルタン＝アン＝ゴエルで人質を取り立てこもっていた容疑者2名をフランス警察特殊部隊が射殺[11]。
- 1月8日 -スリランカ大統領選挙で、与党スリランカ自由党の前幹事長で現職のマヒンダ・ラージャパクサ大統領に反旗を翻して新民主戦線（英語版）から野党統一候補として出馬したマイトリーパーラ・シリセーナが現職を破り当選、翌9日に就任[12]。
- 1月13日 - マイクロソフト、Windows 7のメインストリームサポート終了に伴い、無償サポート、仕様変更、新機能のリクエスト受け入れを終了[13]。
- 1月15日
  - スイス国立銀行、2011年9月以来維持してきたスイス・フランの対ユーロの上限、1ユーロ=1.20フランを廃止すると発表、発表を受けスイス・フランは1ユーロ=0.86フランまで30%近く急騰[14]、世界各国の個人投資家が損失を被り、仲介していた為替業者が破綻に追い込まれるなどの影響[15]。
  - 長江福北水道タグボート沈没事故 - 22人が死亡。
- 1月16日 - アメリカ合衆国政府、キューバへの米国人の渡航や送金の制限を同日付で緩和、家族の訪問や米政府職員の公務訪問のほか、報道や研究、宗教、人道支援などを目的とした米国人の渡航について、一定の要件を満たせば手続不要とし、政府や共産党の職員を除くキューバ国民に対して3か月で最大500ドルまでとしている送金制限額を2000ドルに引き上げ、人道支援を目的とした送金は制限を撤廃する措置[16]。
- 1月25日 - ギリシャ総選挙で、反緊縮財政派の急進左派連合が300議席中149議席を獲得し勝利、財政再建を進めたアントニス・サマラス首相率いる新民主主義党は76議席にとどまり、急進左派連合党首のアレクシス・ツィプラスは小政党との連立政権を樹立[17]。

### 2月
- 2月3日 - セルジオ・マッタレッラが、ジョルジョ・ナポリターノの後継としてイタリア大統領に就任[18]。
- 2月4日
  - 乗客乗員58名を乗せ台湾・台北市の松山空港を金門島に向け離陸したトランスアジア航空のATR 72が離陸後エンジン故障し、緊急事態を知らせる信号を出した後、高速道路上のタクシーに接触し松山空港近くの基隆河に墜落、乗客乗員58人中43人死亡[19][20]。
  - ヨルダン政府、ISIL（以下IS）により2014年12月に拘束された同国出身のパイロットが焼死させられた動画が前日に公開されたことを受け、収監されていたIS関係者のイラク人死刑囚2名に対する絞首刑を執行、同国国王アブドゥッラー2世がISに対し「われわれの戦いは容赦ないものとなる」と宣言[21]。翌5日から、パイロットが拘束されて以来停止していたヨルダン軍によるIS支配地域への空爆を再開[22]。
  - ウクライナ最高会議、ロシアに逃亡中のヴィクトル・ヤヌコーヴィチ前大統領から大統領の称号を剥奪する法案を可決[23]。
- 2月5日 - チュニジアで、ハビブ・シドを首相とする内閣を同国議会が承認、2011年に独裁政権が崩壊して以降、初めて正式政府が発足[24]。
- 2月6日 - イエメンで2011年のアラブの春、イエメン騒乱に伴う暫定選挙によって選出されたハーディー大統領の任期が終了し、この頃までに制定を目指す新憲法のもとに新たな大統領が選ばれる予定であったが、1月22日にイスラム教シーア派武装組織のフーシが事実上のクーデターを起こし、ハーディー暫定大統領とバハーハ首相が辞任、政権が崩壊した。フーシは議会を強制的に解散し、暫定統治機構として大統領評議会、国会に代わる暫定国民評議会を開設し、「憲法宣言」を発表、今後2年間は「革命委員会」が統治権を握ると宣言[25]。
- 2月11日 - イタリア・グロッセトの裁判所、2012年1月に地中海でコスタ・コンコルディアが座礁した事故において、乗客が避難を終える前に船を離れたとして過失致死罪などに問われた元船長に禁固16年の判決[26]。
- 2月12日 - 韓国・ソウル西部地方裁判所、2014年12月に、当時の大韓航空副社長が、ニューヨークの空港で、ファーストクラス客室乗務員のナッツの配膳方法に激怒し、離陸しようとしていた同社機を引き返させたなどとして、航空保安法違反など5つの罪で起訴された事件について、偽計公務執行妨害罪を除く4つの罪で有罪とし、前副社長に懲役1年、従業員に虚偽証言を強要したなどとして起訴された同社常務に懲役8か月のいずれも実刑判決[27]。
- 2月24日 - 欧州連合、ユーロ圏の財務大臣による電話会合を開き、ギリシャ向け金融支援延長の条件として同国政府から提出を受けた財政の改革案を承認[28]、同27日、ドイツ連邦議会の承認を受け、正式に4か月間の支援延長を決定[29]。
- 2月24日 - チェコ・ウヘルスキー・ブロト（チェコ語版）のレストランで銃乱射事件が発生し、犯人を含めて9人が死亡、1人が負傷した。1973年にオルガ・ヘプナロヴァが起こした事件とともに平時におけるチェコ史上最悪の大量殺人事件となった。(en:Uherský Brod shooting)
- 2月27日 - ロシア・モスクワ中心部で、ウラジーミル・プーチン大統領批判の急先鋒に立っていたボリス・ネムツォフロシア共和党・人民自由党党首が射殺される暗殺事件発生[30]。3月7日、ロシア当局および北カフカス・イングーシ共和国の治安責任者がチェチェン人4人を容疑者として拘束[31]。

### 3月
- 3月5日 - 韓国・ソウルで、朝食会に出席していたマーク・リッパート駐韓アメリカ合衆国大使が、2010年7月に在大韓民国日本国大使館大使にコンクリートの破片を投げ付け執行猶予付き有罪判決を受けた男にナイフで切りつけられ、80針を縫う傷を負う事件発生[32]。
- 3月7日 - ナイジェリアを拠点とするイスラーム過激派ボコ・ハラム、インターネット上のメッセージを通じ、ISIS指導者アブバクル・バグダディ容疑者の別名「カリフ」への忠誠を表明[33]。
- 3月9日 - アルゼンチン北西部ラ・リオハ州ビジャ・カステリで、フランスのテレビ局TF1のリアリティー番組撮影中だったヘリコプター2機が空中衝突、2012年ロンドンオリンピック競泳金メダリストのカミーユ・ムファ、2008年北京オリンピックボクシング銅メダリストのアレクシ・ヴァスティーヌらを含むフランス人の乗客8人とアルゼンチン人操縦士2人の計10名が死亡[34]。
- 3月13日
  - ナレンドラ・モディ、インドの歴代首相として国際会議以外で28年ぶりにスリランカを公式訪問、マイトリーパーラ・シリセーナスリランカ大統領と会談、インドがスリランカの鉄道分野へ新たに最大約3億ドルを支援するなど経済関係強化で合意[35]。
  - 中国雲南省臨滄市の農村に、国境を接するミャンマー北東部シャン州コーカン地区で少数民族コーカン族との武力衝突を続けているミャンマー空軍の爆弾が着弾、4人死亡9人負傷。中国共産党中央軍事委員会の范長竜副主席、ミャンマー国防軍総司令官と電話会談し、部隊を厳格に取り締まるよう要求、「さもなくば中国軍は断固たる措置を取る」と伝達[36]。
  - 同日から翌14日にかけてバヌアツ共和国を超大型サイクロン「パム」が直撃、最大瞬間風速88.9m/sの強風により最低でも44人が死亡、首都ポートビラが完全に破壊された状態となり、ポートビラ・バウアフィールド空港などが閉鎖される被害[37][38]。
  - ミャンマー西部ラカイン州沖で、乗客200人以上を乗せたフェリーが沈没、169人を救助するも34人死亡11人行方不明[39]。
  - エジプト政府は、カイロ東郊に人工都市である新行政首都を建設し、首都機能を移転させると発表した[40]。
- 3月17日 -イスラエルで総選挙が行われベンヤミン・ネタニヤフ首相率いる与党リクードが第1党維持[41]。
- 3月18日 - チュニジア・チュニスのバルド国立博物館で銃乱射事件が起き、外国人観光客22名死亡[42]。（バルド国立博物館での銃乱射事件）
- 3月23日 - リー・クアンユー元シンガポール首相が死去、91歳[43]。
- 3月24日 - ジャーマンウイングス9525便墜落事故[44]。

### 4月
- 4月2日 - ケニア・ガリッサのガリッサ大学を銃を持った男が襲撃し、147名が死亡（ガリッサ大学襲撃事件）[45][46]。
- 4月11日 - 米州首脳会議が開催されたパナマ・パナマシティで、アメリカ合衆国のバラク・オバマ大統領とキューバのラウル・カストロ国家評議会議長が対談、キューバ革命後の1961年以来長年国交断絶状態だった両国首脳が、1956年以来59年ぶりに直接対談[47]。
- 4月14日
  - 日本時間20時5分頃、広島空港に着陸しようとしたアシアナ航空162便エアバスA320が着陸後に滑走路から外れ停止する事故が発生、22人がけが。同空港は滑走路を閉鎖[48]。
  - 韓国政府は、朴槿恵大統領への名誉毀損で在宅起訴され、8カ月にわたり出国禁止命令を出していた日本の産経新聞前ソウル支局長に対する措置を解除、前支局長は同日夜日本に帰国[49]。
- 4月21日 ‐ 日本の超電導リニア車両が有人走行実験で時速603キロを記録し、鉄道の世界最高速度を更新した[50]。
- 4月25日 ‐ 現地時間11時56分（日本時間午後3時11分）頃、ネパールの首都カトマンズの北西約80kmを震源とするマグニチュード7.8の地震があり、ネパールを中心に隣国のインドや中国でも大きな被害と多数の死傷者が出た。（ネパール地震 (2015年)）
- 4月29日 - インドネシアで麻薬犯罪の外国人8人に死刑執行[51]。

### 5月
- 5月1日〜10月31日 - 【イタリア・ミラノ】  ミラノ国際博覧会開催[52]。
- 5月2日 - イギリス王室のキャサリン妃が第2子の女児を出産。5月4日には「シャーロット・エリザベス・ダイアナ」と命名、イギリス王位継承順位第4位となる[53]。
- 5月5日 - アメリカで自動運転トラックの公道走行が世界で初めて認可された[54]。
- 5月7日 - イギリス総選挙[55]。保守党が勝利、キャメロン政権続投。
- 5月8日 - WHO（世界保健機関）が、今後新たに発見される疾患名に地名、人名を付けないことを決定。
- 5月12日 - アメリカ合衆国ペンシルベニア州フィラデルフィアの付近で、ワシントンD.C.からニューヨークに向かう列車が脱線する鉄道事故が発生。8人が死亡、200人以上がけが[56]。
- 5月20日 - MERSコロナウイルスの感染が確定するまで初の感染者が入院していた韓国・平沢聖母病院でエアコンを通じた院内感染が発生し[57]、それにより韓国国内で感染が広がる。
- 5月21日 - 高野山開創1200年記念大法会の法要完成
- 5月23日 - アイルランドで同性婚を認める憲法改正の賛否を問う国民投票があり、この日の開票の結果、賛成が多数を占めた。同性婚の法制化を国民投票で決めた国は世界で初めて[58]。
- 5月27日 - 汚職の容疑でスイスの司法当局がFIFA（国際サッカー連盟）の幹部を逮捕[59]。アメリカ合衆国の司法省が14人を組織的不正の罪で起訴、その内の7人をスイス当局が逮捕した[60]。
- 5月29日 - アメリカの「テロ支援国家」指定からキューバが除外されることが正式に決定した[61]。

### 6月
- 6月7日 - トルコ総選挙。与党公正発展党が政権獲得以来初の過半数割れ。
- 6月7日〜8日 - 【ドイツ・エルマウ】で第40回主要国首脳会議開催[62]。
- 6月9日 - 中華民国国防部が抗戦勝利70周年を記念し中華民国抗戦勝利紀念章を復刻する[63]。
- 6月12日 - 中国株の大暴落が始まる。
- 6月17日 - オーストラリアのキャンベラで中国商務部長高虎城とオーストラリア貿易相アンドルー・ロブが中豪自由貿易協定を締結する。中国がオーストラリアから輸入する製品の内97%の品目の関税を将来撤廃する[64]。
- 6月18日 - デンマーク総選挙（英語版）投開票。野党の自由党や国民党からなる中道右派連合が、与党社会民主党を破り4年ぶりに政権交代。
- 6月26日
  - アメリカ合衆国最高裁判所は同国の全州で同性結婚を合法化[65]（オーバーグフェル対ホッジス裁判）。
  - 2015年ラマダン攻撃 - フランス、クウェート、ソマリア、チュニジア、シリアでISILがテロ攻撃。
    - クウェートのテロ攻撃については「2015年クウェート市モスク自爆テロ」も参照。
- 6月30日 - 国際地球回転・基準系事業の決定により、協定世界時23時59分59秒と翌7月1日0時00分00秒の間に「23時59分60秒」の閏秒を挿入[66]。

### 7月
- 7月6日 - 閉鎖されたナトゥ・ラ峠の通行が可能となる[67]。
- 7月9日 - 中華人民共和国政府が人権派弁護士の大量逮捕を開始（709事件）。
- 7月14日 - NASAが2015年から9年前の2006年に打ち上げた、人類初の冥王星無人探査機ニュー・ホライズンズが冥王星に最接近。最接近時の距離は13,695 km。
- 7月17日 - 2014年F1日本グランプリの事故で意識不明であったジュール・ビアンキが死去、25歳[68]。
- 7月20日 - アメリカとキューバ相互に大使館が再び開設され、1961年に断交して以来54年ぶりに国交を回復する[69]。

- 7月28日 - 世界スカウト機構主催の第23回世界スカウトジャンボリーが山口県・きらら浜で開催。8月8日まで。
- 7月29日 - Microsoft Windows 10がマイクロソフトよりPC・タブレット向けおよび組み込みシステム向けエディションに一般への提供が開始される。[70][71]
- 7月31日 - アメリカ合衆国の航空機メーカー、ロッキード・マーティンが中心となって開発した単発単座の多用途性を備えたステルス戦闘機、F-35ライトニングII B型が初期作戦能力を獲得した[72]。

### 8月
- 8月1日 - Microsoft Windows 10のボリュームライセンス契約で利用可能なEnterpriseとEducationおよびDSP (Delivery Service Partner) 版が発売された[73]。
- 8月1日 - 8月9日 - サッカー・EAFF東アジアカップ2015開催。
- 8月12日 - 中国・天津市にて二度にわたって危険物倉庫が爆発する事故が発生。死者165人、負傷者798人（2015年天津浜海新区倉庫爆発事故）[74]。
- 8月15日 - スリランカ議会総選挙投開票。野党良い統治のための統一国民戦線が勝利。
- 8月17日 - バンコク爆弾テロ事件。
- 8月21日 - タリス銃乱射事件。
- 8月26日 - バージニア・テレビクルー射殺事件。

### 9月
- 9月4日 - Microsoft Windows 10のリテール版、およびダウンロード版が発売開始。
- 9月10日 - 南アフリカの人類化石遺跡群において、ヒト族の新種、ホモ・ナレディが発見されたことが公表される[75]。
- 9月11日 - シンガポール総選挙（英語版）投開票。与党人民行動党が圧勝。
- 9月17日 - 7時54分、チリ中部沖でM8.3の地震が発生。沿岸部に高さ約4mの津波が到達。12人が死亡し、100万人が避難した[76][77]。
- 9月20日- ギリシャ議会総選挙投開票。与党急進左派連合が過半数維持、ツィプラス首相続投。
- 9月18日〜10月31日 - ラグビーワールドカップ2015がイングランドで開催。イングランドでの開催は1991年の第2回大会に続き2回目となる。ニュージーランド が2大会連続3度目の優勝を達成した。
- 9月24日
  - 北米エリアを管轄する地域インターネットレジストリ (RIR) のARINはIPv4アドレスのストックが枯渇したと発表。これによってAfriNICを除く地域で、IPv4アドレスの在庫が枯渇した[78][79][80]。
  - サウジアラビアのメッカで群衆事故が発生、2,181人が圧死。
- 9月25日〜27日 - 2015年に期限切れとなるミレニアム開発目標 (MDGs) を継承・発展させたもので、国際連合が2030年までの新たな指針「持続可能な開発のための2030アジェンダ」として示した持続可能な開発目標 (SDGs) が国連総会で採択された[81]。
- 9月30日 - ロシアのウラジーミル・プーチン大統領がシリア政府からの要請を受け、シリア領内でISILに対する空爆を開始することを発表した[82]。

### 10月
- 10月2日 - ニューサウスウェールズ警察本部銃殺事件。
- 10月4日 - ポルトガル総選挙（英語版）投開票。与党社会民主党が過半数割れ。連立協議の結果、野党社会党を中心とした左派連合が政権を獲得し、4年ぶりに政権交代。
- 10月10日 - アンカラ爆破テロ事件（英語版）。
- 10月15日 - ブルガリア難民射殺事件[83]。
- 10月19日 - 2015年カナダ総選挙が行われスティーヴン・ハーパー首相のカナダ保守党を破り、ジャスティン・トルドー党首率いるカナダ自由党が過半数を獲得、10年ぶりの政権獲得となった[84]。
- 10月23日
  - フランス・ボルドー北東部のピュイスガンにて発生したバスと大型トラックの衝突事故発生。死者42名、負傷者5名。2015年ピュイスガン交通事故。
  - アライソ渓谷ガス漏れ事故発生。漏出箇所の修理完了までに3ヶ月以上を要し、2016年2月までにはアメリカ合衆国史上最大のガス漏れ事故と言われるようになった[85]。
- 10月25日 - ポーランド総選挙（英語版）投開票。右派の野党法と正義が与党市民プラットフォームを破り、4年ぶりに政権交代。
- 10月29日 - 10月29日に閉幕した中国共産党の重要会議である中央委員会第5回全体会議（5中全会）により、一人っ子政策の廃止が決定された[86]。
- 10月31日 - コガリムアビア航空9268便がエジプトのシナイ半島に墜落し、乗員乗客224人全員が死亡した。後の調査により爆破テロであったことが判明した[87]。

### 11月
- 11月1日 - トルコ再総選挙（英語版）投開票。与党公正発展党が過半数を回復。
- 11月7日 - シンガポールで習近平共産党総書記と馬英九総統が中台分断後初の首脳会談 （2015年習近平・馬英九会談（中国語版））を実施。
- 11月8日 - ミャンマー総選挙投開票[88]。アウンサンスーチー率いる野党国民民主連盟が大勝し、政権交代。
- 11月8日〜11月21日 - 野球の国際大会WBSCプレミア12が日本・台湾で初開催された。開幕戦の舞台は札幌ドーム・決勝戦の舞台は東京ドーム。
- 11月9日 - スペインのカタルーニャ議会が独立手続き開始宣言を可決[89]。
- 11月12日 - 韓国最高裁判所は、セウォル号沈没事故にて事故処理を怠った船長の上告を棄却した。これにより船長の無期懲役の刑が確定した[90]。
- 11月13日 - パリ同時多発テロ事件発生、6カ所の場所で乱射や爆発が起き、130人超の死者が出た[91]。
- 11月14日 - 2015年11月大韓民国民衆総決起（朝鮮語版）。
- 11月22日
  - 1993年から1998年の間韓国大統領を務めた金泳三が死去、87歳没[92]。
  - 香港にて第五回区議会選挙。「雨傘運動」以来初めて全香港範囲で実施された選挙である。
    - 今回の立候補人数は943人。
    - 今回の総投票人数は146万8千人（投票率47.01%）に登り、両方とも区議会設立以来最大規模だったと言われる。
    - 結果としては、親中派が現状維持、民主派は微増したと見られる。また、雨傘運動の「傘兵」8人が当選した。

  - アルゼンチン大統領選挙（英語版）の決選投票。野党連合カンビエモス（英語版）のマウリシオ・マクリブエノスアイレス市長が、フェルナンデス・キルチネル大統領の後継候補である与党正義党のダニエル・シオリ（英語版）ブエノスアイレス州知事を破り勝利した[93]。
- 11月24日 - ロシア軍爆撃機撃墜事件[94]。

### 12月
- 12月6日 - ベネズエラ総選挙（英語版）。野党民主統一会議が定数167のうち109議席を獲得し大勝。一方、与党統一社会党は55議席にとどまった[95]。
- 12月12日 -第21回気候変動枠組条約締約国会議（COP21）でパリ協定2015年を採択、温暖化1.5度以内へ努力をする枠組みが決まった[96]。
- 12月20日 - スペイン議会総選挙投開票。下院選（定数350）でマリアーノ・ラホイ・ブレイ首相率いる国民党は第1党は維持したが123議席にとどまり、過半数割れ[97]。
- 12月28日 - 慰安婦問題日韓合意が成立。日本・韓国の両国間で紛糾していた慰安婦問題は、この合意により最終的かつ不可逆的に解決されると確認した[98]。
- 12月31日
  - アドルフ・ヒトラー著『我が闘争』の著作権が失効した[99]。
  - 国際純正・応用化学連合 (IUPAC) は、発表報告がある4つの元素（113番、115番、117番、118番）についていずれも認定することを発表した[100]。これにより周期表の第7周期（118番元素）までは全て埋まることとなる。
  - ケルン大晦日集団性暴行事件。

## 周年
以下に、過去の主な出来事からの区切りの良い年数（周年）を記す。
- 第二次世界大戦・太平洋戦争関連、終結から70周年。
  - 1月27日 - ソビエト連邦軍によるアウシュヴィッツ＝ビルケナウ強制収容所解放[101]。
  - 2月4日〜2月11日 - ヤルタ会談[102]。
  - 3月3日 - シブヤン海に眠る戦艦武蔵を発見。
  - 4月16日〜5月8日 - ベルリンの戦い。
  - 4月30日 - アドルフ・ヒトラーが自殺。
  - 5月8日 - ナチス・ドイツ降伏。
  - 8月6日 - 人類史上初の核兵器の実戦使用（アメリカ空軍による広島市への原子爆弾投下）。
  - 9月2日 - 日本の降伏文書調印により第二次世界大戦終結。
- 1月1日 - WTO（世界貿易機関）設立20周年。
- 1月12日 - ハイチ地震発生から5年。
- 1月17日 - 阪神・淡路大震災発生から20年。
- 3月4日 - PlayStation 2発売から15周年。
- 3月8日 - 血の日曜日事件（セルマの大行進）から50年[103]。
- 3月20日 - オウム真理教による化学兵器無差別テロ、地下鉄サリン事件から20年。
- 4月14日 - リンカーン大統領暗殺事件から150年。
- 4月30日 - ベトナム戦争サイゴン陥落から40年。
- 5月14日 - 小渕恵三没後15周年。
- 7月26日 - モルディブ独立50周年。
- 8月12日 - 日本航空123便墜落事故から30年。
- 8月15日 - ムジブル・ラフマン暗殺から40年。
- 9月5日 - 日露戦争による日露講和条約（ポーツマス条約）締結から110周年。
- 9月22日 - プラザ合意から30周年。
- 10月10日 - 朝鮮労働党結党70周年。
- 10月24日 - 国際連合発足70周年。
- 11月4日 - イスラエルのラビン首相暗殺から20年。
- 11月20日 - Microsoft Windows発売開始30周年。
- 11月21日 - スーパーファミコン発売から25周年。
- 12月10日 - Xbox 360発売から10周年。
- 12月18日 - 日韓国交正常化50周年[104]。

## イベント・行事

### 国際年
- 国際土壌年（International Year of Soils）

## 芸術・文化・スポーツ

### 文学
- スティーグ・ラーソン『ミレニアム』を引き継いだダヴィド・ラーゲルクランツによる続編3編のうち、最初となる第4部発売。

### 映画
| - ホーム 宇宙人ブーヴのゆかいな大冒険 - ミニオンズ - モンスター・ホテル2 - グースバンプス モンスターと秘密の書 - スポンジ・ボブ 海のみんなが世界を救Woo! - I LOVE スヌーピー THE PEANUTS MOVIE - 映画 ひつじのショーン 〜バック・トゥ・ザ・ホーム〜 - リトルプリンス 星の王子さまと私 - インサイド・ヘッド - アーロと少年 | - オデッセイ - キャロル - クリード チャンプを継ぐ男 - サウルの息子 - ジュラシック・ワールド - スター・ウォーズ/フォースの覚醒 - スポットライト 世紀のスクープ ※第88回アカデミー賞作品賞 - 007 スペクター - ディーパンの闘い ※第68回カンヌ国際映画祭パルム・ドール - トランボ ハリウッドに最も嫌われた男 | - ブリッジ・オブ・スパイ - ブルックリン - マイ・インターン - マッドマックス 怒りのデス・ロード - ミッション:インポッシブル/ローグ・ネイション - ルーム - レヴェナント: 蘇えりし者 - ワイルド・スピード SKY MISSION |

### ゲーム
Category:2015年のコンピュータゲームを参照

### スポーツ
日本のスポーツ界ではラグビー日本代表がW杯で歴史的3勝、羽生結弦がフィギュアスケート世界記録更新とGPファイナル3連覇を達成した。

## 誕生
- 5月2日 - シャーロット・オブ・ウェールズ、イギリスの王女
- 6月15日 - ニコラス (オンゲルマンランド公)、マデレーン (スウェーデン王女)の第二子[105]

### 人物以外
- 1月20日 - フィエールマン、競走馬
- 9月8日 - 豆三郎、動物タレント（+ 2022年）

## 死去
- 6月18日 - たてかべ和也、(+ 1934年)

## ノーベル賞
- 物理学賞：梶田隆章、アーサー・B・マクドナルド
- 化学賞：トマス・リンダール、ポール・モドリッチ、アジズ・サンジャル
- 生理学・医学賞：ウィリアム・セシル・キャンベル、大村智、屠呦呦
- 文学賞：スヴェトラーナ・アレクシエーヴィッチ
- 平和賞：チュニジア国民対話カルテット
- 経済学賞：アンガス・ディートン